# Lubniewice
Lubniewice (prononciation : [lubɲɛˈvʲit͡sɛ] ; en allemand : Königswalde) est une petite ville polonaise située dans le powiat de Sulęcin appartenant à la voïvodie de Lubusz. Elle est le siège administratif (chef-lieu) de la gmina appelée Lubniewice.

## Géographie

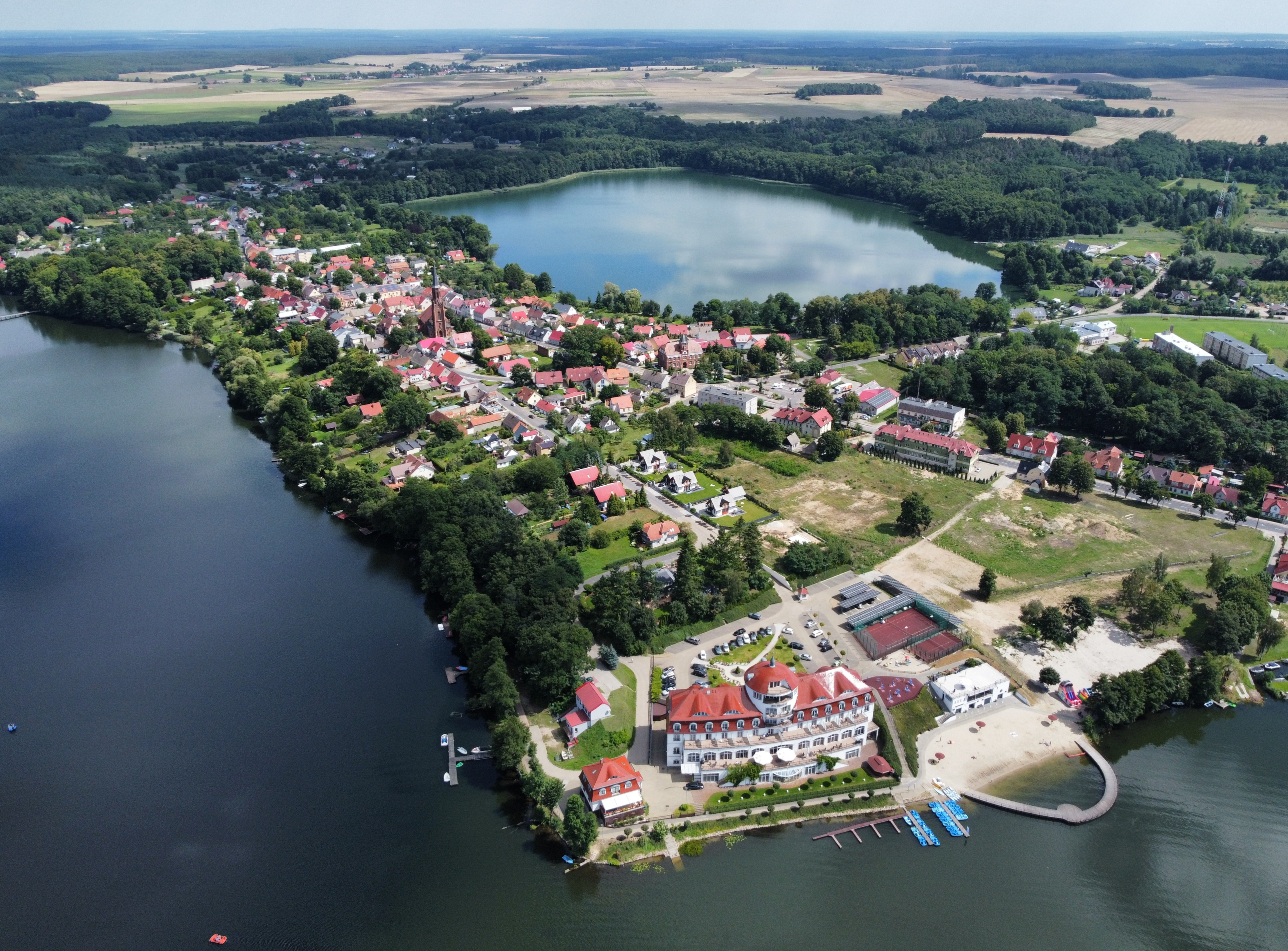
Panorama de la ville.

La ville se situe dans la partie orientale du pays de Lubusz, près de la frontière avec la Grande-Pologne. Sa population était de 1 942 habitants au 30 juin 2007 et celle de l'ensemble de la municipalité, comprenant les villages des environs, de 3 079 habitants au 30 juin 2007. La superficie totale de la commune est de 129,76 km2.
Située dans une région aux paysages protégés, Lubniewice reçoit en 1994 le titre de commune la plus écologique de Pologne.

## Histoire
Son nom allemand qui signifie « Forêts du roi » provient d'un ancien château fort construit au XIIIe siècle, alors que cette région peu peuplée appartenait au royaume de Pologne sous la domination des Piast. L'endroit est mentionné pour la première fois en 1322 et son nom est typique des colonies allemandes fondées au Moyen Âge lors de la colonisation germanique (Drang nach Osten) de la Nouvelle-Marche (Neumark) du Brandebourg par les paysans venus de Rhénanie et de l'ouest du Saint-Empire. Elle obtient des mains des margraves les privilèges d'établir une foire annuelle au XVIe siècle sans toutefois être protégée de remparts. 
Le bourg brûle en 1612 et fut reconstruit ensuite. Faisant partie de l'État de Brandebourg-Prusse, Königswalde est habitée exclusivement par des Allemands jusqu'à la fin du XVIIe siècle. D'autres Allemands, protestants, arrivent avec des Polonais protestants lorsque la Silésie voisine passe à la Contre-Réforme sous la suprématie de la monarchie de Habsbourg, et l'on bâtit le nouveau bourg (Neustadt) aux portes de Königswalde en 1708. Elle a sa propre école en 1788 et reçoit les droits de ville en 1808. L'activité de tissage y est fort importante. 
Après la réforme administrative du royaume de Prusse en 1815, Königswalde entre dans l'arrondissement de Sternberg-en-Nouvelle-Marche, qui est divisé ensuite, et elle fait partie de l'arrondissement de Sternberg-Est qui est lui-même partie du district de Francfort-sur-l'Oder au sein de la province de Brandebourg. Königswalde se tourne au XIXe siècle vers la soierie et l'artisanat de l'alun. Une main d'œuvre essentiellement polonaise y afflue à partir de la fin du XIXe siècle et fait construire une paroisse catholique, mais la majorité de la ville demeure luthérienne. 

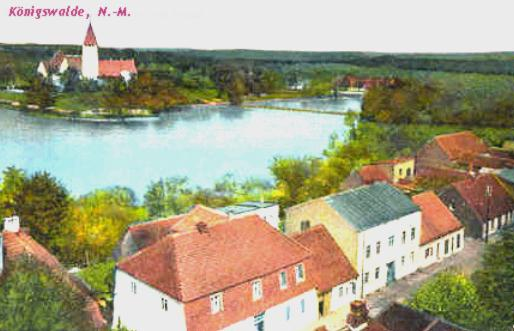
La ville vers 1900.

Elle est reliée par le chemin de fer en 1912 à la ligne Landsberg-Zielenzig. En 1939, elle compte 1 431 habitants en comptant les petits villages de Bergkolonie, Bergvorwerk, Hohentannen et Zschenze qui lui étaient rattachés.
La population allemande est expulsée entre 1945 et 1947 et, située en zone d'occupation soviétique, les autorités soviétiques ayant fait pression pour donner l'est de la ligne Oder-Neisse à la république de Pologne, la ville fait partie de la Pologne et prend le nom de Lubniewice. L'État libre de Prusse a cessé d'exister ainsi que la Nouvelle-Marche lui appartenant.

## Relations internationales

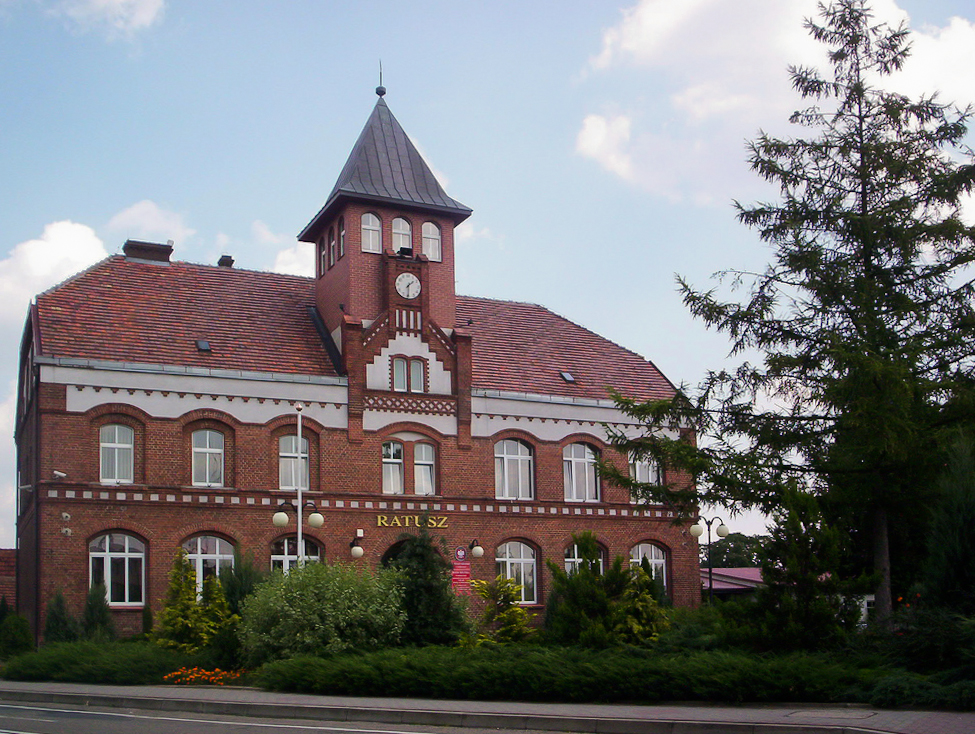
L'hôtel de ville.

### Jumelages
La ville a signé des jumelages ou des accords de coopération avec:
- Schöneiche (Allemagne)

## Architecture
- L'église gothique tardif du XVe siècle avec un clocher néogothique (1882). L'aménagement intérieur date du XVIIIe siècle et du XIXe siècle.
- Le Vieux Château construit en 1793 et reconstruit en style néoclassique en 1846.
- Le château néorenaissance, construit en 1909

## Personnalités
- Eduard Petzold (1815-1891), architecte paysager.